# دي هافيلاند كندا دي إتش سي-4 كاريبو
دي هافيلاند كندا دي إتش سي-4 كاريبو هي طائرة شحن كندية مصممة خصيصًا لتأدية مهام الإقلاع والهبوط القصير، مما يجعلها مناسبة للعمل في المناطق الوعرة والمطارات الصغيرة. تقدمة الطائرة لأول مرة في عام 1958، واستخدمت بشكل واسع في العمليات العسكرية، لكنها لا تزال تعمل حتى اليوم بأعداد محدودة في مهام الطيران المدني والبيئات الوعرة بفضل متانتها وقدرتها العالية على التحمل.

## التصميم والتطوير
كانت شركة دي هافيلاند كندا تصمم طائرتها الثالثة من نوع الإقلاع والهبوط القصير، وكانت أكبر بكثير من الطرازات السابقة مثل بييفر وأوتر، كما أنها كانت أول طائرة من تصميم الشركة تعمل بمحركين. صُممت هذه الطائرة لتكون طائرة نقل عملية ومتانتها عالية، وقادرة على الإقلاع والهبوط على مدارج قصيرة.
استخدمت الطائرة بشكل أساسي لأغراض النقل التكتيكي العسكري، لكنها وجدت لنفسها دورًا محدودًا في نقل البضائع في القطاع المدني.
طلب الجيش الأمريكي 173 طائرة من هذا النوع عام 1959، واستلمها في عام 1961 تحت التسمية إيه سي-1، بعد ذالك تغييرت التسمية إلى كارابو سي في-2 عام 1962.
صُنع معظم الإنتاج للاستخدام العسكري، إلا أن متانتها الكبيرة وقدرتها على الإقلاع والهبوط على مدارج قصيرة للغاية (تصل إلى 365 مترًا فقط) جعلتها مناسبة أيضًا للاستخدام التجاري. حصلت على شهادة الطيران الأمريكية في 23 ديسمبر 1960. من بين العملاء التجاريين الأوائل شركة أنسيت الأسترالية، التي استخدمت طائرة واحدة في مرتفعات غينيا الجديدة، وشركة أموكو في الإكوادور، وشركة إير أمريكا التي كانت واجهة لوكالة المخابرات الأمريكية في جنوب شرق آسيا خلال فترة حرب فيتنام للقيام بعمليات سرية. كما دخلت طائرات كارابو المدنية الخدمة بعد تقاعدها من الاستخدام العسكري. حتى اليوم، لا تزال بعض هذه الطائرات تعمل في الاستخدام المدني.

## برنامج تطوير كارابو التوربيني
تقوم شركة بن توربو للطيران في ولاية نيوجيرسي الأمريكية بتعديل طائرات كارابو دي إتش سي-4 أي لتعمل بمحركات توربينية حديثة، وأطلقوا على النسخة المعدلة اسم "كارابو توربو". يشمل التعديل استخدام محركات توربينية من نوع برات آند ويتني، ومراوح ذات خمسة ريش متطورة تتحكم في سرعة الطائرة وتسمح بالعكس. أدى هذا التعديل إلى تحسين الأداء وتقليل الوزن الأساسي للطائرة، مع الحفاظ على الوزن الأقصى للإقلاع عند 28,500 رطل. كما تصل قدرة الحمولة القصوى إلى 10,000 رطل. حصلت الشركة على شهادات الاعتماد من الجهات المختصة في كندا والولايات المتحدة لتعديل هذه الطائرات. حتى سبتمبر 2014، تم تعديل ثلاث طائرات فقط من هذا النوع. كما تخزن الشركة عدة هياكل طائرات جاهزة للتحويل في المستقبل. سُميت الشركة باسم بيري نيفوروس، الذي توفي في حادث تحطم لطائرة كارابو توربينية معدلة عام 1992 على يد شركة أخرى.